# MC Kevin
Kevin Nascimento Bueno (São Paulo, 29 april 1998 – Rio de Janeiro, 16 mei 2021), beter bekend onder zijn artiestennaam MC Kevin, was een Braziliaans zanger van funk carioca.

## Biografie
MC Kevin werd in 1998 in São Paulo geboren. Hij raakte in 2013 betrokken bij de Braziliaanse muziekindustrie en verkreeg grote populariteit via de YouTube-kanalen van muziekproducenten KondZilla en GR6 Music. MC Kevin bracht enkele hits uit, waaronder "O Menino Encantou a Quebrada", "Caballo de Troya", "Pra Inveja é Tchau" en "Veracruz". Op Instagram had MC Kevin ruim 10 miljoen volgers.
MC Kevin was van 29 april 2021 tot aan zijn dood (minder dan drie weken) getrouwd met strafrechtadvocate Deolane Bezerra. De twee woonden in Mogi das Cruzes in São Paulo. Hij had eerder een relatie gehad met Evelin Gusmão, met wie hij een dochter had (geboren in 2016).

### Overlijden
MC Kevin stierf op 23-jarige leeftijd na een val van de vijfde verdieping van het Brisa Barra hotel, waar hij samen met zijn vrouw en vrienden verbleef, gelegen in de wijk Barra da Tijuca te Rio de Janeiro. Het ongeval vond plaats in de nacht van 16 mei en Kevin werd levend naar het Miguel Couto-ziekenhuis gebracht, maar hij overleed daar aan zijn verwondingen.